# Prince Ibara
Prince Vinny Ibara Doniama (Brazzaville, 7 febbraio 1996) è un calciatore congolese (Repubblica del Congo), attaccante dell'USM Khenchela e della nazionale congolese.

## Statistiche

### Cronologia presenze e reti in nazionale
| Cronologia completa delle presenze e delle reti in nazionale ― Rep. del Congo | Cronologia completa delle presenze e delle reti in nazionale ― Rep. del Congo | Cronologia completa delle presenze e delle reti in nazionale ― Rep. del Congo | Cronologia completa delle presenze e delle reti in nazionale ― Rep. del Congo | Cronologia completa delle presenze e delle reti in nazionale ― Rep. del Congo | Cronologia completa delle presenze e delle reti in nazionale ― Rep. del Congo | Cronologia completa delle presenze e delle reti in nazionale ― Rep. del Congo | Cronologia completa delle presenze e delle reti in nazionale ― Rep. del Congo |
| Data                                                                          | Città                                                                         | In casa                                                                       | Risultato                                                                     | Ospiti                                                                        | Competizione                                                                  | Reti                                                                          | Note                                                                          |
| ----------------------------------------------------------------------------- | ----------------------------------------------------------------------------- | ----------------------------------------------------------------------------- | ----------------------------------------------------------------------------- | ----------------------------------------------------------------------------- | ----------------------------------------------------------------------------- | ----------------------------------------------------------------------------- | ----------------------------------------------------------------------------- |
| 27-5-2016                                                                     | Tangeri                                                                       | Marocco                                                                       | 2 – 0                                                                         | Rep. del Congo                                                                | Amichevole                                                                    | -                                                                             | 61’                                                                           |
| 4-6-2016                                                                      | Nairobi                                                                       | Kenya                                                                         | 2 – 1                                                                         | Rep. del Congo                                                                | Qual. Coppa d'Africa 2019                                                     | -                                                                             | 75’                                                                           |
| 4-9-2016                                                                      | Brazzaville                                                                   | Rep. del Congo                                                                | 1 – 0                                                                         | Guinea-Bissau                                                                 | Qual. Coppa d'Africa 2019                                                     | -                                                                             | 82’                                                                           |
| 9-10-2016                                                                     | Brazzaville                                                                   | Rep. del Congo                                                                | 1 – 2                                                                         | Egitto                                                                        | Qual. Mondiali 2018                                                           | -                                                                             | 85’                                                                           |
| 11-10-2018                                                                    | Brazzaville                                                                   | Rep. del Congo                                                                | 3 – 1                                                                         | Liberia                                                                       | Qual. Coppa d'Africa 2021                                                     | 1                                                                             |                                                                               |
| 16-10-2018                                                                    | Monrovia                                                                      | Liberia                                                                       | 2 – 1                                                                         | Rep. del Congo                                                                | Qual. Coppa d'Africa 2021                                                     | 1                                                                             |                                                                               |
| 18-11-2018                                                                    | Brazzaville                                                                   | Rep. del Congo                                                                | 1 – 1                                                                         | RD del Congo                                                                  | Qual. Coppa d'Africa 2021                                                     | -                                                                             |                                                                               |
| 24-3-2019                                                                     | Harare                                                                        | Zimbabwe                                                                      | 2 – 0                                                                         | Rep. del Congo                                                                | Qual. Coppa d'Africa 2021                                                     | -                                                                             | 46’                                                                           |
| 10-10-2019                                                                    | Thanyaburi                                                                    | Rep. del Congo                                                                | 1 – 1                                                                         | Rep. del Congo                                                                | Amichevole                                                                    | -                                                                             |                                                                               |
| 13-11-2019                                                                    | Thiès                                                                         | Senegal                                                                       | 2 – 0                                                                         | Rep. del Congo                                                                | Qual. Coppa d'Africa 2021                                                     | -                                                                             | 82’                                                                           |
| 17-11-2019                                                                    | Brazzaville                                                                   | Rep. del Congo                                                                | 3 – 0                                                                         | Guinea-Bissau                                                                 | Qual. Coppa d'Africa 2021                                                     | 1                                                                             | 42’                                                                           |
| 12-11-2020                                                                    | Brazzaville                                                                   | Rep. del Congo                                                                | 2 – 0                                                                         | eSwatini                                                                      | Qual. Coppa d'Africa 2021                                                     | 1                                                                             | 90’                                                                           |
| 16-11-2020                                                                    | Manzini                                                                       | eSwatini                                                                      | 0 – 0                                                                         | Rep. del Congo                                                                | Qual. Coppa d'Africa 2021                                                     | -                                                                             | 86’                                                                           |
| 26-3-2021                                                                     | Brazzaville                                                                   | Rep. del Congo                                                                | 0 – 0                                                                         | Senegal                                                                       | Qual. Coppa d'Africa 2021                                                     | -                                                                             | 76’                                                                           |
| 30-3-2021                                                                     | Bissau                                                                        | Guinea-Bissau                                                                 | 3 – 0                                                                         | Rep. del Congo                                                                | Qual. Coppa d'Africa 2021                                                     | -                                                                             | 46’ 88’                                                                       |
| 25-3-2022                                                                     | Brazzaville                                                                   | Rep. del Congo                                                                | 1 – 3                                                                         | Zambia                                                                        | Amichevole                                                                    | -                                                                             | 69’                                                                           |
| 29-3-2022                                                                     | Brazzaville                                                                   | Rep. del Congo                                                                | 1 – 2                                                                         | Sierra Leone                                                                  | Amichevole                                                                    | -                                                                             | 66’                                                                           |
| 4-6-2022                                                                      | Bamako                                                                        | Mali                                                                          | 4 – 0                                                                         | Rep. del Congo                                                                | Qual. Coppa d'Africa 2023                                                     | -                                                                             | 66’                                                                           |
| 8-6-2022                                                                      | Brazzaville                                                                   | Rep. del Congo                                                                | 1 – 0                                                                         | Gambia                                                                        | Qual. Coppa d'Africa 2023                                                     | -                                                                             | 72’                                                                           |
| 18-6-2023                                                                     | Brazzaville                                                                   | Rep. del Congo                                                                | 0 – 2                                                                         | Mali                                                                          | Qual. Coppa d'Africa 2023                                                     | -                                                                             | 70’                                                                           |
| 9-9-2024                                                                      | Kampala                                                                       | Uganda                                                                        | 2 – 0                                                                         | Rep. del Congo                                                                | Qual. Coppa d'Africa 2025                                                     | -                                                                             | 77’                                                                           |
| Totale                                                                        |                                                                               | Presenze                                                                      | 21                                                                            |                                                                               | Reti                                                                          | 4                                                                             |                                                                               |

## Palmarès

### Club

#### Competizioni nazionali
- Durand Cup: 1

Bengaluru: 2022